# Perez Hilton
Perez Hilton (Mario Armando Lavandeira, Jr., født 23. marts 1978), hvis nom de plume er et ordspil på "Paris Hilton", er en amerikansk blogger og tv-personlighed. Hans blog, perezhilton.com (tidligere pagesixixsix.com), er kendt for indlæg med sladder om de kendte. Han er også kendt for skrive kommentarer på de billeder, han uploader.